# Crambe tamadabensis
Crambe tamadabensis är en korsblommig växtart som beskrevs av A. Prina och A. Marrero. Crambe tamadabensis ingår i släktet krambar, och familjen korsblommiga växter. IUCN kategoriserar arten globalt som akut hotad. Inga underarter finns listade i Catalogue of Life.